# Крижана скульптура

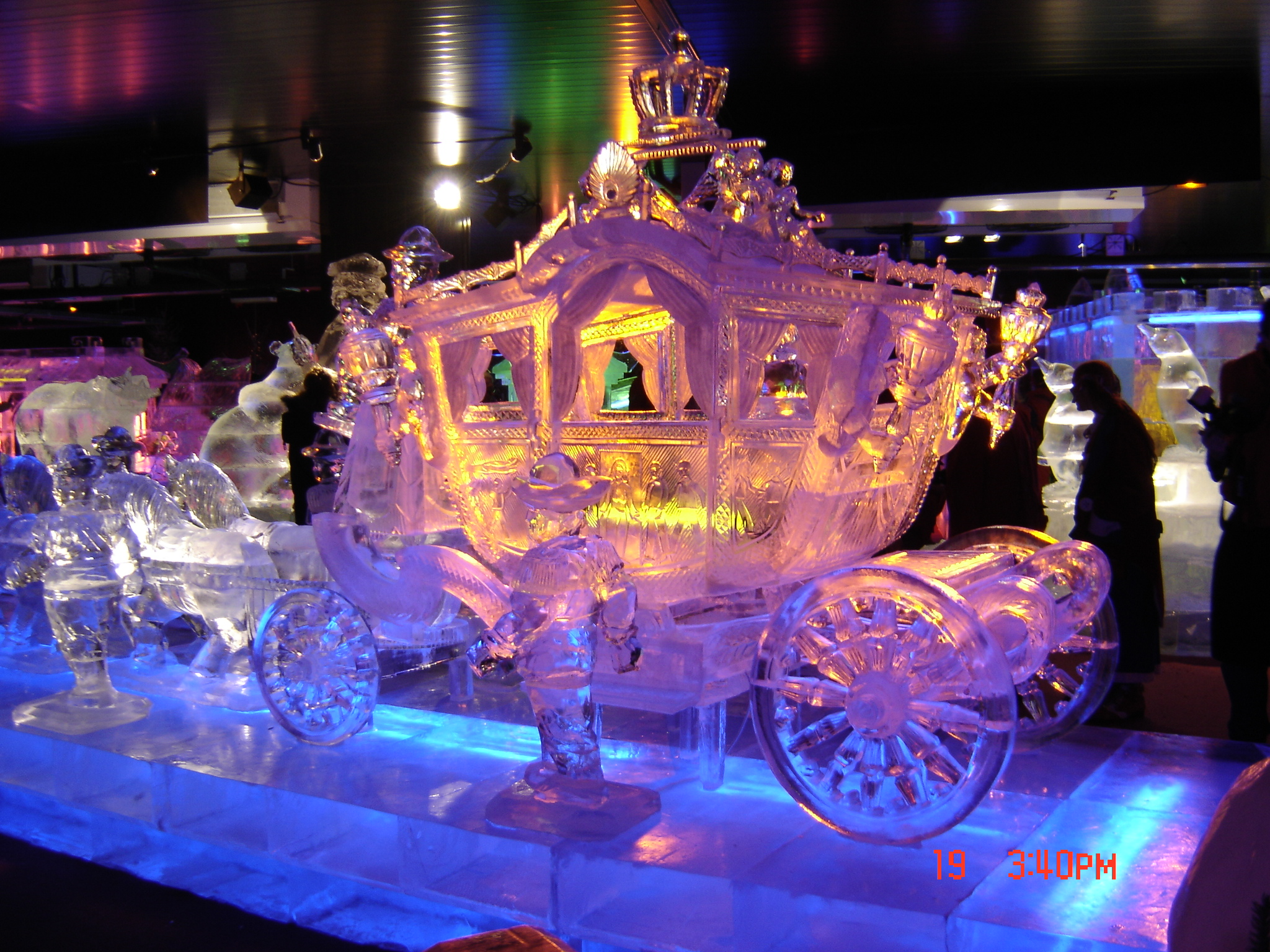

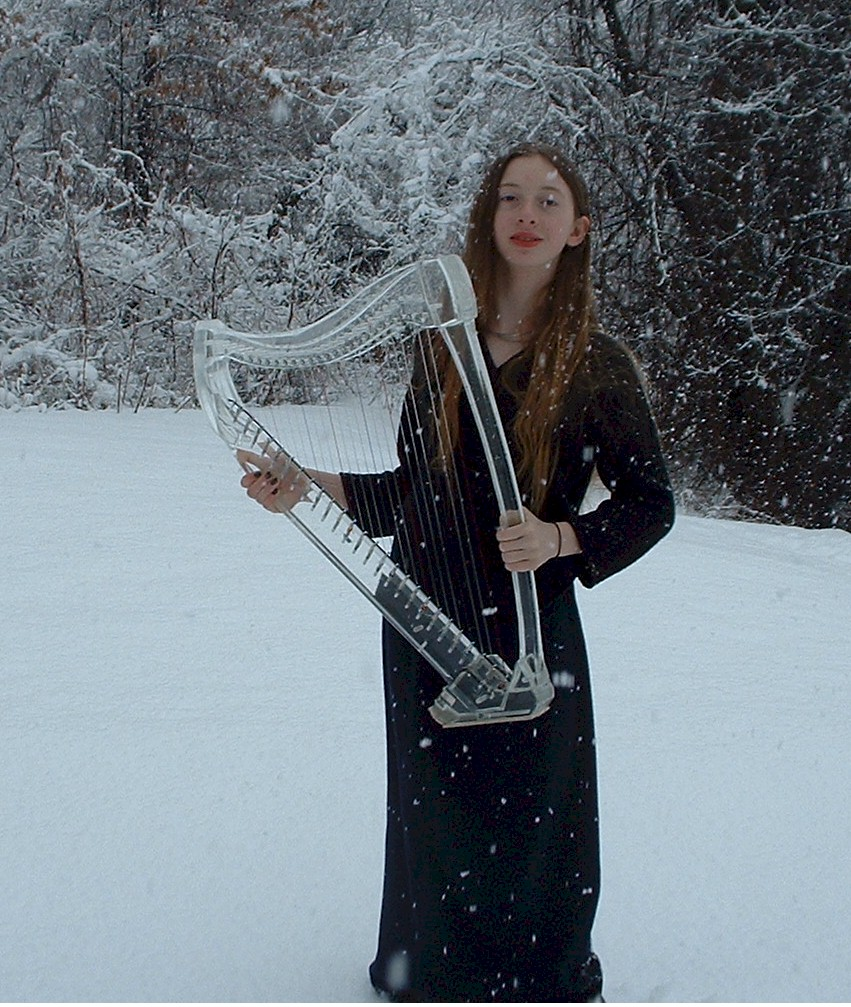

Крижана скульптура — художня композиція, виконана з льоду.
Для виготовлення крижаної скульптури використовується як природний, так і штучно створений лід. Блоки природного льоду випилюються вручну або за допомогою бензопилки (що набагато зручніше) з крижаного покриву різних водойм. 
Скульптури з льоду можуть бути абстрактними або реалістичними, а також функціональними або суто декоративними. Вони зазвичай асоціюються з особливими або екстравагантними подіями через обмежений термін їх служби.
Тривалість життя скульптури визначається насамперед температурою навколишнього середовища, тому скульптура може протриматися від кількох хвилин до, можливо, місяців. У всьому світі проводиться кілька льодових фестивалів, на яких проводяться конкурси різьблення льодових скульптур.

## Сировина
Створення скульптур із льоду викликає низку труднощів через мінливість матеріалу, тож варто проявляти обережність: навколишній лід може просто не витримати випиляну брилу і проломитися. 
Лід може формуватися в широкому діапазоні температур, і його характеристики будуть змінюватися відповідно до його температури, а також температури навколишнього середовища. 
У природних водоймах необхідної товщини лід утворюється тоді, коли температура навколишнього середовища буде перебувати в межах -10 чи -15 протягом декількох тижнів. 
Як правило, ідеальний лід для карвінгу виготовляється з чистої води, а скульптури вирізані з брил льоду, які повинні бути ретельно відібраними, адже вони не повинні містити небажаних домішок. Однак прозорий лід — це результат процесу заморожування. Він не обов'язково пов'язаний із чистотою води. Лід стає помутнілим і внаслідок дрібно захоплених молекул повітря, які мають тенденцію зв'язуватися з домішками під час природного замерзання. Механічно чистий лід зазвичай виготовляється в результаті контролю процесу заморожування шляхом циркуляції води в морозильній камері. Цей процес сподівається усунути будь-яке повітря, що затримується, від зв'язування з домішками в процесі заморожування. Певні машини та процеси дозволяють повільно заморожувати та видаляти домішки, а отже, можуть виробляти прозорі брили льоду, які люблять різьби льоду. Однак не всі вирізані блоки є чистим льодом. Білі крижані брили схожі на сніг й іноді вирізані. Кольорові блоки льоду виробляються шляхом додавання в лід барвників і також можуть бути вирізаними. У деяких випадках прозорий і кольоровий лід поєднуються, щоб створити бажаний ефект.
Існують різні розміри крижаних блоків, які виготовляються штучно. Натуральні блоки можна вирізати майже до будь-якого розміру із замерзлих річок або з «льодових кар'єрів», які, по суті, є озерами або ставками, які замерзли. Великі блоки льоду повинні переміщатися за допомогою важкої техніки і використовуються для великих заходів зі скульптурування льоду або як частина льодового готелю .
Для художнього різьблення льоду використовуються різні інструменти: пилки, стамески, різці, аналогічні до тих, які застосовують і для різьби по дереву. На створення композиції або скульптури, у залежності від розмірів, іде, як правило, від 3—4 годин до декількох днів.

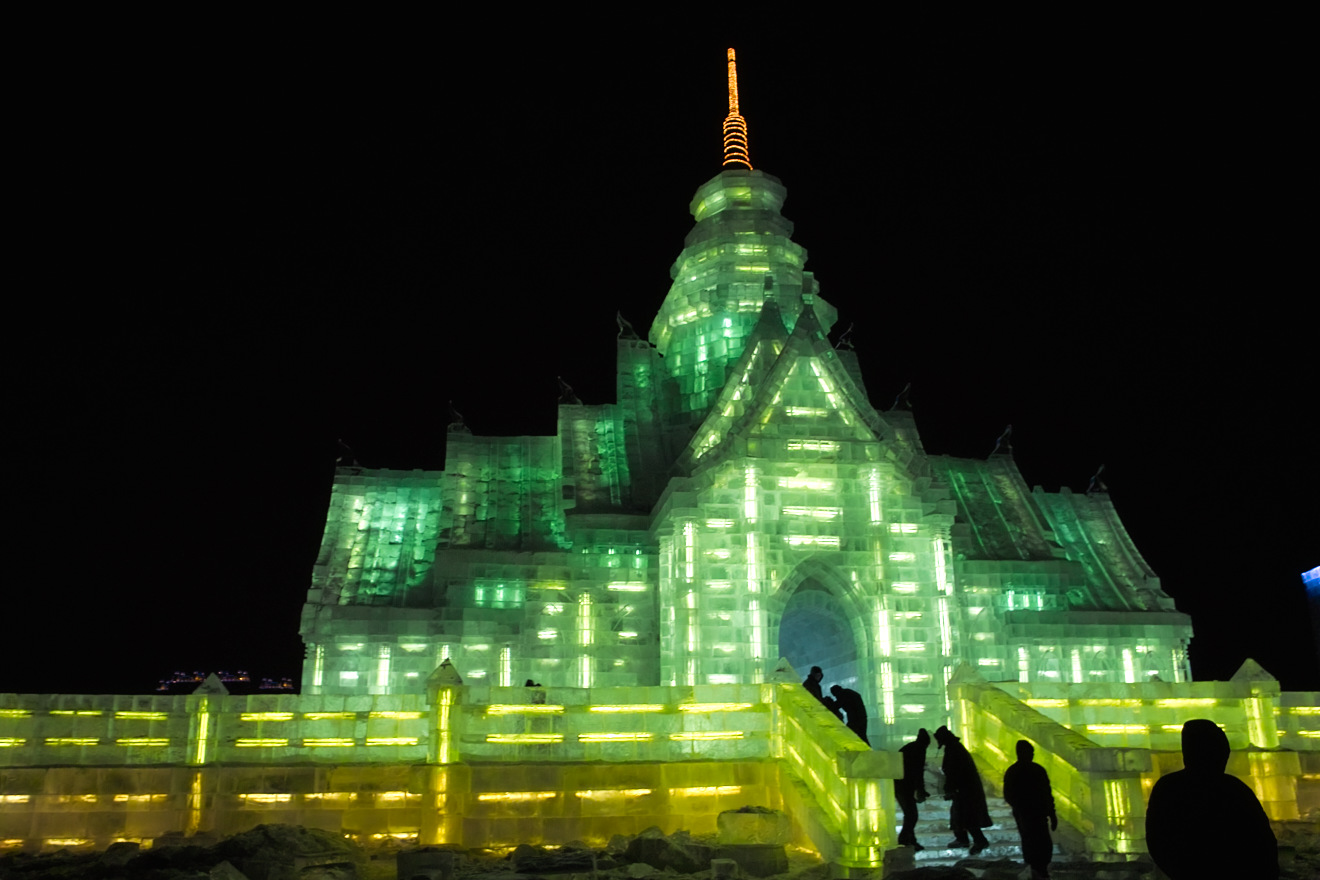

У низці міст північної півкулі таких як Фербенкс, Харбін, Любек узимку проводять фестивалі крижаних скульптур, під час яких створюють із льоду десятки, а то і сотні статуй і композицій.
Крижані скульптури іноді використовують при художньому оформленні приміщень під час проведення весіль, днів народження або корпоративних вечірок.
Крижані композиції при мінусових температурах здатні зберігатися практично вічно, а досить великі льодові скульптури (висотою близько 100 см) зазвичай спокійно витримують 1 місяць узимку на відкритому повітрі, а при належному догляді здатні простояти на вулиці 2—3 місяці.
Скульптура вагою від 100 кг і вище при кімнатній температурі не втрачає своєї краси та форми від 7 до 12 годин.

## Техніка
Температура навколишнього середовища впливає на те, наскільки швидко необхідно завершити роботу, щоб уникнути наслідків плавлення; якщо ліплення відбувається не в холодному середовищі, то скульптор повинен працювати швидко, щоб закінчити твір. Деякі скульптури можна виконати всього лиш за десять хвилин, якщо різьбяр використовує електроінструменти, як-от: бензопилки та спеціальні насадки, встановлені на шліфувальному станку. Скульптори також використовують гострі як бритва зубила та ручні пилки, які спеціально розроблені для різання льоду.
Оскільки різні технології адаптовані для використання в різьбі по льоду, багато скульптур тепер створюються переважно машинним способом. Верстати з ЧПК та системи формування зараз зазвичай використовуються для створення крижаних скульптур і складних логотипів із льоду. Кольорові ефекти також можливі за допомогою ряду технік, включно з додаванням кольорових гелів або піску до льоду.
Цю форму мистецтва традиційно викладають у кулінарних школах за такими підручниками, як «Скульптура з льоду сучасним способом», «Вирізання на льоду — це просто» Джозефа Амендоли та «Льодяна скульптура: мистецтво різьблення з льоду за 12 систематичних кроків» Мака Вінкера. Є також невеликі школи, де навчають різьблення по льоду.
Лід може бути прозорим після різьблення шляхом застосування тепла з пропанового або газового балона Mapp. Це змінює ефект непрозорості, який досягається під час різьблення. Лід стає прозорим після того, як зовнішня частина розтане. Слід бути обережним, оскільки лід тане дуже швидко і може пом’якшити краї та контури. Іноді для підвищення прозорості використовують дистильовану воду.

## Використання
Крижані скульптури — це декоративні елементи деяких кухонь і можуть бути використані для ефектнішої презентації їжі, особливо холодних продуктів (наприклад, морепродуктів або сорбетів). Історія створення страви Персик Мельба розповідає про те, що шеф-кухар Оґюст Ескоф’є використав крижаного лебедя, щоб представити страву . На святкових фуршетах та недільних бранчах деякі великі ресторани та готелі використовують крижані скульптури для прикраси фуршетів. Буфети круїзних кораблів також відомі використанням крижаних скульптур.
Крижані скульптури часто використовуються на весільних урочистостях, як правило, як деяка форма прикраси. Популярні сюжети для льодових скульптур на весіллях —  серця, голуби, лебеді. Лебеді мають репутацію моногамних тварин, що частково пояснює їх популярність.
Крижані скульптури з великою площею поверхні, як у радіатора, можна використовувати для охолодження повітря, щоб подувати на людей під час спеки, коли кондиціонер недоступний.
Крижані скульптури, крижані стіни для гасіння пожеж, станції захисту майна та охолодження можуть бути відлиті за допомогою процесу, в якому крижана вода (1 частина), колотий лід або кубики льоду (3 частини) і крихітні, плаваючі гранули сухого льоду (1 частина) поміщаються в цементозмішувач. Крихітні гранули сухого льоду дуже охолоджують крижану воду, тому вона діє як клей для цементу або заморожує подрібнений лід або кубики льоду разом протягом кількох секунд, коли суміш перестане рухатися у формі. Компонент крижаної води в суміші розширюється на 9% при замерзанні, тому каучукові, пінопластові або пінопластові матеріали для лиття найкраще підходять для боротьби з проблемою розширення води при переході в твердий стан, яка не зустрічається з воском, цементом, ливарною штукатуркою або металевими відливками.

## Фестивалі снігових і льодових скульптур
У всьому світі проводиться низка міжнародних заходів, де представляють скульптури з льоду та снігу. Найбільші заходи звісно ж проводяться в країнах із холодною зимою. Через розподіл земель і щільність населення у вищих широтах великі заходи з льодових скульптур проводяться майже виключно в Північній півкулі. Деякі країни створили традиції льодового ліплення та своєю чергою зробили внесок у мистецтво. Художники з льоду з цих країн регулярно виступають на міжнародних заходах льодових скульптур.

### Бельгія
28 листопада 2010 року в Брюгге, Бельгія, на фестивалі були показані крижані скульптури. Скульпторам доставляли понад 300 тис. кілограмів льоду для роботи в спеціальних наметах. Тривало дійство до 16 січня 2011 року.

### Канада
У Канаді, Квебек щороку проводить фестиваль крижаних скульптур під час зимового карнавалу міста. Фестиваль скульптури триває близько трьох тижнів. Через величезну різноманітність крижаних скульптур і кількість відвідувачів фестиваль у Квебеку дехто вважає найкращим у світі. Щороку для участі в змаганнях обирається близько 20 команд. Половина з них приїжджає з Канади, а інші — з інших країн. Створення скульптур із льоду почало набувати важливого значення в Квебеку в 1880-х роках.
Кожного року озеро Луїза, розташоване в Національному парку «Банф», проводить триденний захід під назвою Ice Magic у треті вихідні січня. У цьому заході, який проходить у тіні вкритої льодовиком гори Вікторія, запрошують взяти участь професійних різьбярів, акредитованих Національною асоціацією різьблення на льоду. Дванадцять команд (із трьох різьбярів ту кожній) отримують 15 блоків льоду вагою 300 фунтів кожна, які вони повинні перетворити на крижані скульптури за три дні. Якщо погода дозволяє, скульптури залишаться на виставці до березня.
У другі вихідні січня, у рамках щорічного фестивалю глибокої заморозки в Едмонтоні, Альберта, проводяться змагання з різьблення льоду долотом і бензопилкою . Скульптури створюють професіонали та аматори, використовуючи всього три брили льоду. Щороку обирається тема, у 2013 році, зокрема, була тема «Дикий Захід».

### Китай
У Китаї провінція Хейлунцзян є найбільш значущим регіоном крижаних скульптур. ЇЇ клімат дуже холодний, тож є багато льоду. Найвідомішою подією є все більш популярний Міжнародний фестиваль льодових і снігових скульптур , який щорічно проводиться в Харбіні. Із роками фестиваль постійно розширювався, залучаючи більше талановитих митців, які демонстрували все більше вражаючих технік і творів. Оформлення крижаних скульптур варіюється від сучасних технологій лазерів до традиційних крижаних ліхтарів. З’являються об’єкти будь-яких розмірів, включно з елементами розміром із будівлю.

### Франція
Французький шеф-кухар Оґюст Ескоф’є був відповідальним за одну з найвідоміших ранніх крижаних скульптур , а французькі скульптори є постійними учасниками Чемпіонату світу з льодового мистецтва у Фербенксі, Аляска.

### Ірландія
Ірландія, яка традиційно не відома крижаною скульптурою, випустила деяких шанованих скульпторів, які в минулі роки виграли Міжнародний фестиваль крижаних скульптур у Єлгаві, Латвія.

### Японія
Японське місто Саппоро на острові Хоккайдо славиться своїм зимовим карнавалом, в якому команди змагаються, створюючи крижані скульптури. Деякі з цих творінь розміром із багатоповерхові будинки. Зимовий карнавал також проводиться щорічно в Асахікаві, що також на острові Хоккайдо. Японські скульптори зробили великий внесок у мистецтво. Серед відомих японських льодових скульпторів Юкіо Мацуо, автор книги «Льодяна скульптура: секрети японського майстра», Міцуо Сімідзу, автор кількох японських книг про крижану скульптуру, і Дзюнічі Накамура, володар багатьох світових титулів із льодового різьблення. Крижана скульптура була популярна в Японії з 1930-х років, а першим прихильником і вчителем у країні був Шуко Кобаяші, перший голова Японської асоціації льодових скульптур. 

### Росія
Щорічні змагання проводяться в московському парку Горького, у Пермі, у Салехарді та інших містах. Кілька російських льодових скульпторів виграли змагання на Чемпіонаті світу з льодового мистецтва, зокрема Володимир Жихарцев, Сергій Логінов та Віталій Лєднєв.

### США
З 1989 року Аляска приймає щорічний Чемпіонат світу з льодового мистецтва. Близько 100 скульпторів щороку приїжджають із усього світу, щоб різьбити великі брили незайманого природного льоду, які іноді називають «арктичними діамантами». Захід проводять майже виключно волонтери.